# تامپیکو (ایندیانا)
تامپیکو (به انگلیسی: Tampico) یک منطقهٔ مسکونی در ایالات متحده آمریکا است که در شهرستان جکسون، ایندیانا واقع شده‌است. تامپیکو ۱۶۸٫۸۶ متر بالاتر از سطح دریا واقع شده‌است.